# Mecséri János
Mecséri János (Győr, 1920. április 18. – Budapest, 1958. november 15.) magyar katonatiszt, részt vett az 1956-os forradalomban, ezért később halálra ítélték és kivégezték.

## Élete
Mecséri Mihály és Maár Erzsébet fia. A hat elemi osztály elvégzése után lakatostanonc lett, 1939-ben szakvizsgázott. 1941-ben belépett az MSZDP-be, 1943-ban a Vasasszakszervezetnek is tagja lett. 
1944-ben behívták katonának és a frontra került, 1945 márciusában egy társával megszökött, majd amerikai hadifogságba estek. Miután hazatért, korábbi munkahelyén helyezkedett el. 
1948-ban önként jelentkezett a tiszti iskolára, a tanfolyam elvégzése után századosi rangban Esztergomon és Tatán teljesített szolgálatot. 1954-ben kinevezték az esztergomi 7. gépesített hadosztály parancsnokának. 
A forradalom idején több egységet is parancsra Budapestre küldött, ő maga Esztergomban személyesen irányította a felkelők által elfoglalt épületek visszaszerzését. Október 30-án Budapestre rendelték, ahol azonban nem kapott egyértelmű utasításokat, ezért felkereste Maléter Pált, aki másnap kinevezte a budai körzet parancsnokának. Tisztségében először elfoglaltatta az ÁVH-s épületeket, majd november 1-jén felsőbb parancsra lezáratta a Budapestre vezető utakat. Másnap a Kormányőrség parancsnokává nevezték ki, egyúttal pedig ő lett a Juta-dombnál állomásozó csapatok főparancsnoka. 
November 3-án a szovjetek, mint a magyar küldöttség kíséretének parancsnokát lefegyverezték és foglyul ejtették. Később kiadták a magyar hatóságoknak, akik 1958. augusztus 14-én államellenes szervezkedés vezetése vádjával halálra ítélték, majd november 15-én a Gyűjtőfogházban felakasztották. 
Rehabilitálására csak a rendszerváltás után került sor, 1990-ben a köztársasági elnök posztumusz altábornaggyá nevezte ki. Sírja a 301-es parcellában található.
Felesége Németh Etel volt, akivel 1946-ban Győrött házasodott össze.